# Liste des cathédrales du Pará
Cet article recense les cathédrales du Pará au Brésil.

## Généralités
Du point de vue de l'Église catholique, l'État du Pará est administré par deux archidiocèses, neuf diocèses et trois prélatures territoriales : on y compte quatorze cathédrales.

## Liste
| Édifice                                   | Ville                 | Juridiction                      | Coordonnées                       | Illus. |
| ----------------------------------------- | --------------------- | -------------------------------- | --------------------------------- | ------ |
| Notre-Dame-de-l'Immaculée-Conception (en) | Abaetetuba            | Abaetetuba (pt)                  | 1° 43′ 23″ sud, 48° 53′ 15″ ouest |        |
| Sacré-Cœur                                | Altamira              | Xingu–Altamira                   | 3° 12′ 18″ sud, 52° 12′ 24″ ouest |        |
| Notre-Dame (id)                           | Belém                 | Belém do Pará                    | 1° 27′ 22″ sud, 48° 30′ 17″ ouest |        |
| Notre-Dame-du-Rosaire (id)                | Bragança              | Bragança do Pará (pt)            | 1° 03′ 20″ sud, 46° 45′ 58″ ouest |        |
| Saint-Jean-Baptiste (id)                  | Cametá                | Cametá (pt)                      | 2° 14′ 39″ sud, 49° 29′ 45″ ouest |        |
| Sainte-Mère-de-Dieu (id)                  | Castanhal             | Castanhal (pt)                   | 1° 17′ 35″ sud, 47° 56′ 36″ ouest |        |
| Notre-Dame-de-l'Immaculée-Conception      | Conceição do Araguaia | Santíssima Conceição do Araguaia | 8° 15′ 40″ sud, 49° 15′ 43″ ouest |        |
| Sainte-Anne (id)                          | Itaituba              | Itaituba (pt)                    | 4° 16′ 33″ sud, 55° 59′ 01″ ouest |        |
| Notre-Dame-du-Perpétuel-Secours (id)      | Marabá                | Marabá                           | 5° 20′ 56″ sud, 49° 08′ 06″ ouest |        |
| Sainte-Anne (id)                          | Óbidos                | Óbidos (pt)                      | 1° 55′ 00″ sud, 55° 31′ 02″ ouest |        |
| Notre-Dame-de-l'Immaculée-Conception (id) | Ponta de Pedras       | Ponta de Pedras (pt)             | 1° 23′ 29″ sud, 48° 52′ 16″ ouest |        |
| Notre-Dame-de-l'Immaculée-Conception      | Santarém              | Santarém                         | 2° 25′ 05″ sud, 54° 42′ 55″ ouest |        |
| Notre-Dame-de-Consolation                 | Soure                 | Marajó (pt)                      | 0° 43′ 36″ sud, 48° 31′ 10″ ouest |        |
| Notre-Dame-d'Aparecida                    | Tucumã                | Alto Xingu–Tucumã (pt)           | 6° 45′ 33″ sud, 51° 08′ 57″ ouest |        |